# Vía Amerina
La vía Amerina fue una vía o camino empedrado romano nombrado en tiempos de Adriano que iba de Roma a Ameria. En realidad salía de la vía Cassia en Baccanae (Baccano) y discurría por Nepete y Falerii hasta Ameria. 

## Itinerario de la vía Amerina
Sus estaciones eran: 
- Baccanae (Baccano)
- Nepete (Nepi)
- Falerii (Sta Maria di Falleri)
- Castellum Amerinum
- Ameria (Amelia)

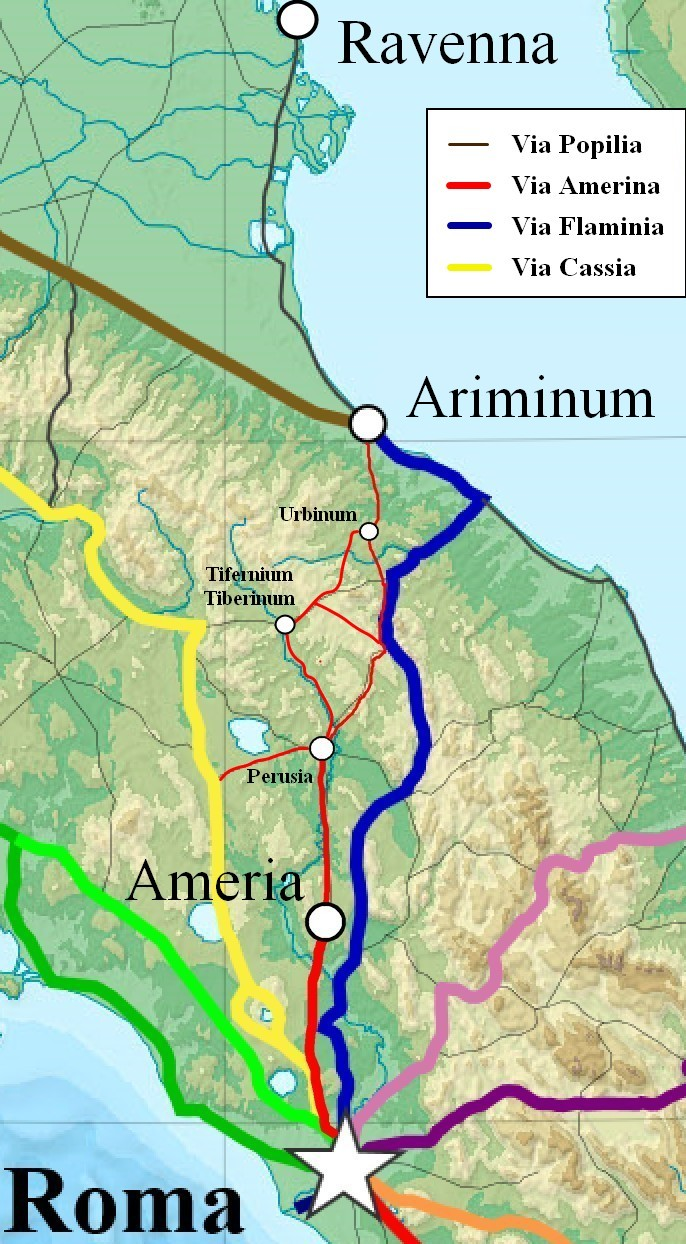
Trazado de la Vía Amerina entre Roma y Ariminum (Rímini).

La Tabla de Peutinger dice que llegaba a Tuder y después a Vettona y Perusia hasta Clusium, donde se reunía con la vía Cassia.